# Боруцино (Великопольське воєводство)
Боруцино (пол. Borucino) — село в Польщі, у гміні Оконек Злотовського повіту Великопольського воєводства.
Населення — 446 осіб (2011).
У 1975-1998 роках село належало до Пільського воєводства.

## Демографія
Демографічна структура станом на 31 березня 2011 року:
|          | Загалом | Допрацездатний вік | Працездатний вік | Постпрацездатний вік |
| -------- | ------- | ------------------ | ---------------- | -------------------- |
| Чоловіки | 230     | 56                 | 162              | 12                   |
| Жінки    | 216     | 48                 | 140              | 28                   |
| Разом    | 446     | 104                | 302              | 40                   |